# A. H. Belo

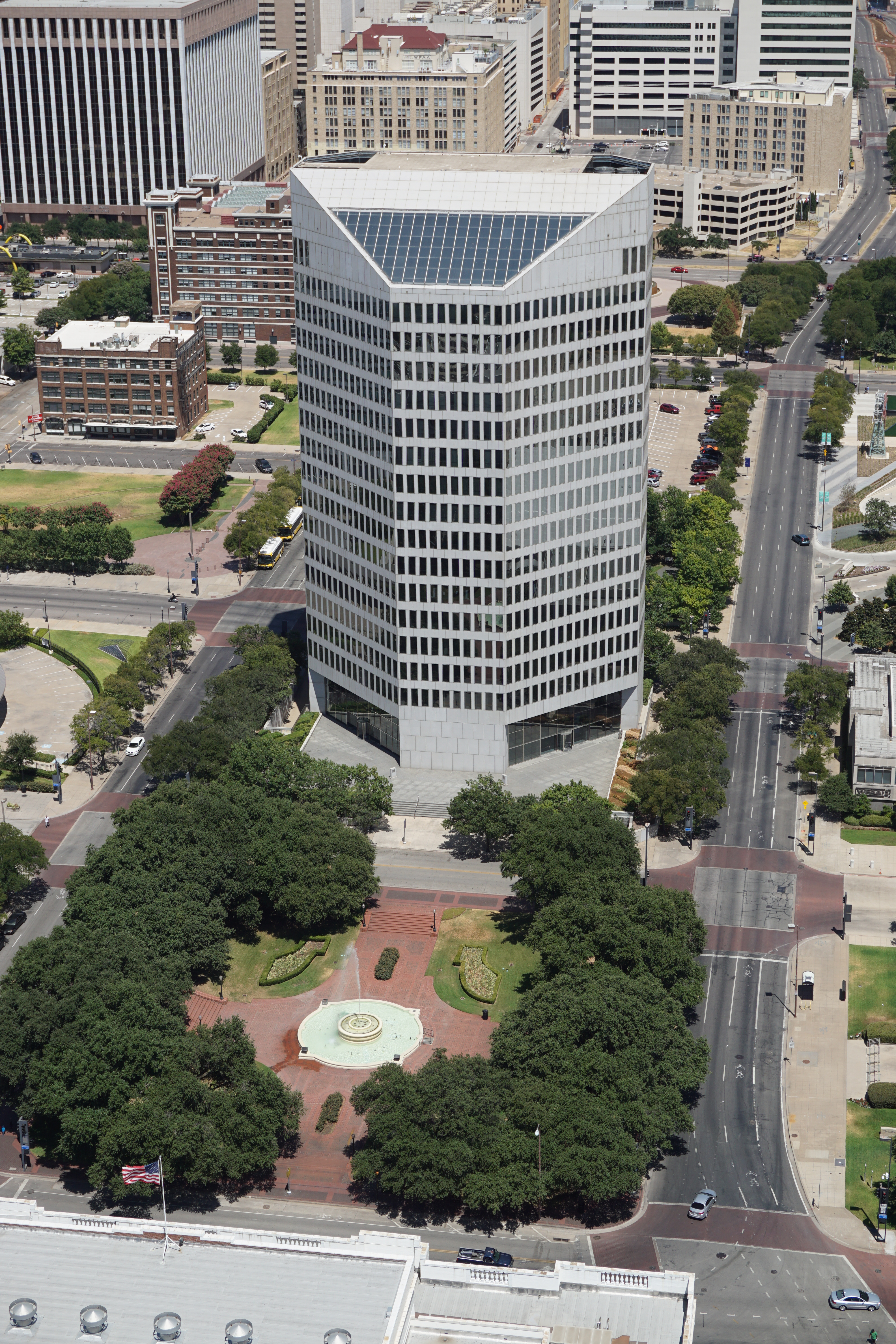
Una vista del Edificio Belo desde el GeO-Deck de la Torre Reunión en Dallas, Texas (Estados Unidos).

A. H. Belo Corporation es una empresa estadounidense de periódicos y medio. A. H. Belo tiene su sede en Downtown Dallas, Texas. A. H. Belo gestiona The Dallas Morning News, The Providence Journal, The Press-Enterprise, y el Denton Record-Chronicle. La empresa fue fundada en 1842. Las empresas de A. H. Belo son The Dallas Morning News, Al Día, Briefing, DMN Media, Denton Record-Chronicle, Providence Journal, The Press-Enterprise, The Business Press, y La Prensa.